# Senegalia lowei
Senegalia lowei là một loài thực vật có hoa trong họ Đậu. Loài này được (L. Rico) Seigler & Ebinger mô tả khoa học đầu tiên năm 2009.